# Anton Weingartner (Holzstecher)
Anton Weingartner (geboren 9. Oktober 1807 als Peter Anton Heinrich Joseph Weingartner in Luzern; gestorben 21. Januar 1867 ebenda) war ein Schweizer Holzstecher, Lithografie-Zeichner und Maler mit Wohnsitz in Adligenswil im Kanton Luzern.
1864 wurden Holzstiche Weingartners an der Schweizerischen Kunstausstellung in Solothurn und 1865 an der Turnus in Basel ausgestellt. Nach seinem Tod stellte die Luzerner Kunstgesellschaft 1889 einen Holzstock des Verblichenen aus.

## Stiche
- Bad Farnbühl, 1889 mit der Katalog-Nummer 317 in Luzern ausgestellt.[2]